# Johannes Hiltstein
Johannes Hiltstein war ein deutscher Kirchenlieddichter. Er wirkte im 16. Jahrhundert als evangelischer Prediger, er selbst nannte sich Hans Hildstein und hatte einen Bruder namens Hans Rumult von Ocha. Mehr weiß man über sein Leben nicht. 1557 gab er eine Liedersammlung heraus. Ein Lied aus der Sammlung, das von ihm stammt, tauchte bereits 1553 in einem Gesangbuch des Valentin Bapst auf, andere Lieder fanden Aufnahme in Cyriacus Spangenbergs 1568 veröffentlichtes Christlichs Gesangbüchlein.

## Werke
- Geistliche und christliche Gesänge aus der heiligen Schrift gezogen und zusammengebracht (Erfurt 1557)
- Elend hat mich umfangen